# سبط دان
وفقًا للتوراة، فإن سبط دان ((بالعبرية: דָּן‏) معناه "حَكَمْ") هو أحد أسباط بني إسرائيل الاثني عشر. عند تخصيص أرض إسرائيل، كانت أرضهم شريطًا ساحليًا على شاطئ البحر المتوسط، ولكنهم انتقلوا شمالًا في وقت لاحق.

## الرواية الكتابية

أرض سبط دان باللون الأخضر الداكن شمال فليستيا قبل انتقالهم شمالًا.

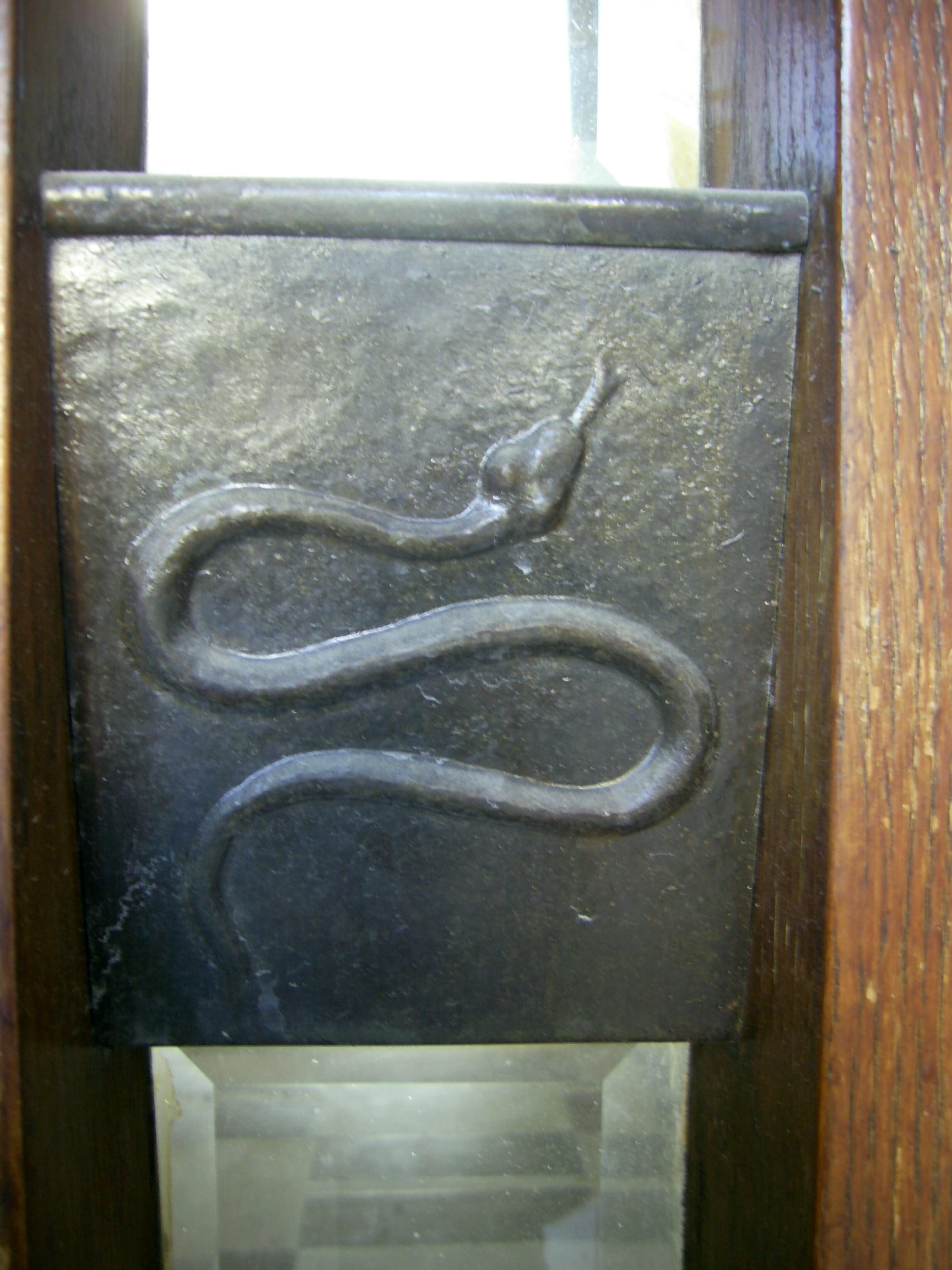
لوح عليه ثعبان سبط دان باب هيشال شلومو في القدس.

في الإحصاء المذكور في سفر العدد، كان سبط دان ثاني أكثر الأسباط عددًا (بعد سبط يهوذا).(العدد 1: 39) يرى بعض علماء النقد النصي أن الإحصاء جاء من المصدر الكهنوتي الذي يرجع زمن كتابته إلى القرن السابع قبل الميلاد، ورجّحوا أنه يعكس تحيزات مؤلفيه. كانت نبوءة بركة موسى، والتي يعتبر بعض علماء النقد النصي أن تاريخها يرجع إلى ما قبل كتابة المصدر التثنوي بقليل، بأن سبط دان "شبل أسد يثب من باشان"؛ سببًا في حيرة العلماء لأن السبط لم يكن تعيش في سهل باشان شرق نهر الأردن.

### الغزو والأرض
وفقًا للرواية الكتابية، بعد غزو بنو إسرائيل لأرض كنعان حوالي سنة 1200 ق.م.، قسّم يوشع بن نون الأرض بين الأسباط الاثني عشر، وكان سبط دان آخر من استلموا أرضهم. كانت أرضهم في الأصل جيبًا في وسط المنطقة الساحلية لأرض كنعان يحوطها أراضي أسباط يهوذا وبنيامين وأفرايم والفلستيين، ويتاخمها شمالًا مدينة يوبّا، يافا الحديثة. لكن سرعان ما تقلّصت أرضهم على أيدي جيرانها الخطرين، الفلستيين. كان السبط قادرًا على التمركز فقط في التلال المطلة على وادي سوريك التي أصبحت تعرف لاحقًا "مهانا دان" (مخيم دان). وفقًا لسفر يشوع،(يشوع 19) كان نصيب سبط دان المنطقة التي تمتد جنوبًا إلى السهل في منطقة تمنة. لذا، تشير دولة إسرائيل الحديثة إلى المنطقة باسم غوش دان ("منطقة دان").
منذ غزو يشوع حتى تشكيل أول مملكة إسرائيلية موحدة حوالي سنة 1050 ق.م.، كان سبط دان جزءًا من اتحاد قبائل بني إسرائيل. لم تكن هناك حكومة مركزية، وفي أوقات الأزمات كان يقود الشعب قادة مخصصون يعرفون باسم القضاة. وكان أشهر الدانيين شمشون، وهو قاضٍ عاش في فترة الاستيطان في الأرض التي خصصها لهم يشوع. تعتقد بنينا جالباز فيلر أن هناك أوجه تشابه بين أسطورة قصة شمشون وأسطورة قبيلة دين ين. تظهر الحفريات التي أجراها ديفيد إيلان من كلية الاتحاد العبري في تل القاضي ما يؤكد اتصال الدانيين المحتمل ببحر إيجه.
نتيجة للضغط الذي مارسه الفلستيون، تخلى جزء من السبط عن آمالهم في الاستقرار بالقرب من الساحل الأوسط، وهاجروا بدلاً من ذلك شمالًا، وبعد احتلال لايش، أسسوا مدينة دان.(القضاة 18) وهكذا استقروا في النهاية شمال شرق منطقة سبط نفتالي، شرق أعالي نهر الأردن، بالقرب من منابعه الشرقية، الذي يمثل الحد الشمالي لأرض بني إسرائيل، حيث تشير عدد من النصوص الكتابية إلى "كل إسرائيل، من دان إلى بئر السبع".

### مملكة إسرائيل الموحدة
مع تزايد التهديد من الغارات الفلسطينية، قررت أسباط بني إسرائيل تشكيل مملكة مركزية قوية لمواجهة التحدي، وانضم سبط دان إلى المملكة الجديدة وكان شاول ملكها الأول. بعد وفاة شاول، ظلت جميع الأسباط، باستثناء سبط يهوذا، موالية لأبناء شاول. ولكن بعد وفاة إيشبوشث بن شاول وخليفته على عرش إسرائيل، شارك سبط دان مع أسباط بني إسرائيل الشماليين في تنصيب داود الذي كان آنذاك ملكًا على سبط يهوذا، ليكون ملكًا على مملكة إسرائيل الموحدة. وفقًا للرواية الكتابية، قدّم السبط دعمًا عسكريًا كبيرًا للمملكة في هيئة 28,600 جندي "خبراء في القتال".

### مملكة إسرائيل الشمالية
مع اعتلاء رحبعام بن سليمان حفيد داود للعرش حوالي سنة 930 ق.م.، انفصلت الأسباط الشمالية عن حكم سلالة داود، وكوّنوا مملكة جديدة في الشمال.

### الغزو الآشوري والزوال
كجزء من مملكة إسرائيل، تعرّضت أرض سبط دان لغزو الآشوريين وللنفي؛ أدت طريقة نفيهم إلى زوال أخبارهم.

## دعاوى الانتساب إليهم
تشير التأريخ اللاتيني الذي يرجع للقرن الخامس عشر الميلادي "Chronicon Holsatiae vetus"، الذي نقل عنه غوتفريد لايبنتس في كتابه "Accessiones Historicae" الصادر سنة 1698م، إلى أن الدنماركيين ينحدرون من سبط دان. قدم الأثري هنري سبيلمان سنة 1620م ادعاءً مشابهًا بأن الدنماركيين كانوا من سبط دان الإسرائيلي، بناءً على التشابه الواضح في الاسم. بالإضافة إلى ذلك، قدم نورديون وبريطانيون ادعاءات مماثلة حول انتسابهم إلى سبط دان. وقد حدّد مؤلفون بريطانيون إسرائيليون مثل جون كوكس جاولر وجيه إتش ألين سبط دان بأنهم الدنمارك. بينما رأى المؤلف البريطاني الإسرائيلي البارز إدوارد هاين، أن سبط دان استعمروا الدنمارك وأولستر في جزيرة أيرلندا.
يزعم بعض اليهود الإثيوبيين، المعروفين أيضًا باسم بيتا إسرائيل، أنهم ينحدرون من سبط دان، التي هاجر أفرادها جنوبًا مع أفراد من أسباط جاد وأشير ونفتالي إلى مملكة كوش، التي كانت تشغل أجزاء من إثيوبيا والسودان، خلال زمن تدمير الهيكل الأول، ويدعم هذا الرأي الحاخام الأكبر السابق للسفارديم عوفاديا يوسف.

## السمات
كانت السمة المميزة لسبط دان هي الملاحة البحرية. تقول أغنية دبوره أن السبط بقوا على متن سفنهم مع متعلقاتهم.

## الرمز

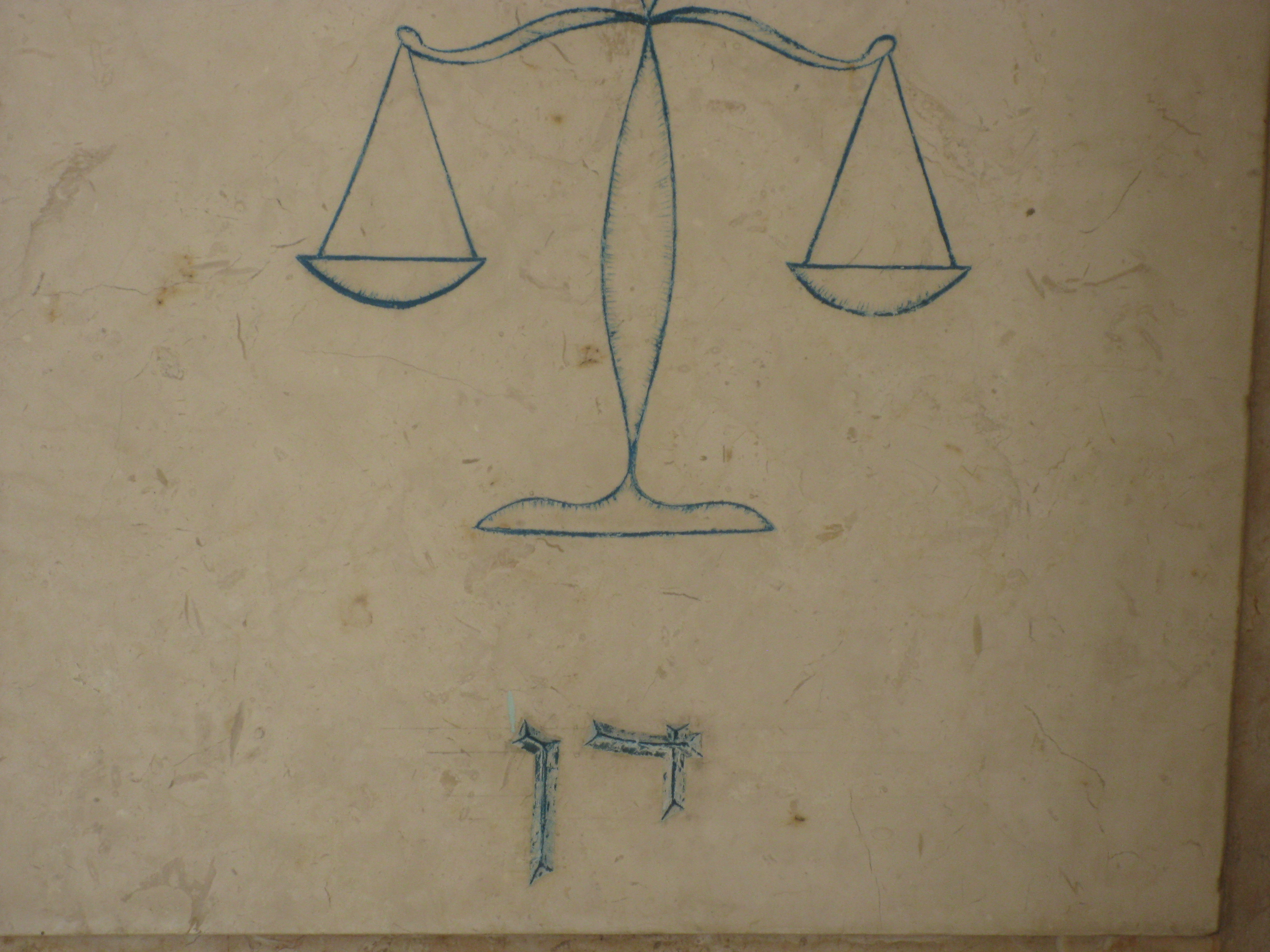
ميزان العدل شعار سبط دان.

يستخدم الفنانون المعاصرون "ميزان العدالة" كرمز لسبط دان في إشارة إلى تكوين 49: 16 الذي يشير إلى دان الذي "يدين شعبه كأحد أسباط إسرائيل". كما يرمز إليهم بعض الفنانين التقليديين بالثعبان، استنادًا إلى تكوين 49: 17، "يكون دان حية على الطريق، أفعوانا على السبيل، يلسع عقبي الفرس فيسقط راكبه إلى الوراء."

## سفر الرؤيا
حين ذكر رؤيا يوحنا 7 المختومين من أسباط بني إسرائيل الاثني عشر لم يذكر سبط دان بينهم رغم ذكره لاثني عشر سبطًا. رجّح بعض العلماء الكتابيين أن ذلك قد يكون بسبب ممارساتهم الوثنية. قاد هذا الزعم إيرينيئوس وهيبوليتوس الرومي وبعض أنصار الألفية الذين زعموا أن الدجّال سيأتي من سبط دان.